# Erlandus Svenonis Broman
Erlandus Svenonis Broman, född 6 januari 1632 i Stora Kils prästgård i Värmland, död 1693 i Karlstad, var en svensk superintendent i Karlstads stift.

## Biografi
Erlandus Svenonis Broman var son till kyrkoherden Sveno Christophori Brunius, släktnamnet tog han efter sin styvfar (Lars Broman) som modern Maria Norenia äktade efter Brunius död 1645. Broman studerade vid Uppsala universitet 1647 och blev magister vid Greifswalds universitet 1655.
1659 tjänstgjorde han som lärare åt den blivande konungen och efter några ytterligare år i utlandet blev han hovpredikant hos Karl XI 1665. 1667 blev han kyrkoherde i Vingåkers pastorat varefter han 1673 blev utnämnd till superintendent i Karlstad. Han översatte Johann Gerhards Enchiridion consolatorium morti ac tentationibus in agone mortis opponendum från latin till svenska under titeln En liten handbok af kraftig tröst, den man kan bruka emot döden, och andra anfäktningar uti dödsnöden vilken gavs ut postumt 1702.

### Familj
Broman gifte sig 1663 med Elisabet Hogg (1642–1711). Hans söner blev adlade 1689 med namnet Broman. Ett uppmärksammat barnbarn var Erland Carlsson Broman.